# Aiguillon (Cèze)
Der Aiguillon ist ein Fluss in Frankreich, der im Département Gard in der Region Okzitanien verläuft. Er entspringt beim Weiler La Valus, im Gemeindegebiet von Bouquet, hart an der Grenze zur Nachbargemeinde Vallérargues. Der Fluss entwässert generell in südöstlicher Richtung und mündet nach rund 22 Kilometern an der Gemeindegrenze von Verfeuil und Goudargues als rechter Nebenfluss in die Cèze.

## Orte am Fluss
- Lussan
- Goussargues, Gemeinde Goudargues

## Hydrologie
Die Wasserführung des Aiguillon ist jahreszeitlich schwankend und führt im Sommer häufig zu einer gänzlichen Versiegung.

## Sehenswürdigkeiten
Der Fluss bildet im Kalkgestein die Schlucht Concluses de Lussan, die bei niedrigem Wasserstand begangen und bei höherem Wasserstand mit Kajaks befahren werden kann.